# 宮城島 (大宜味村)
26°40′03″N 128°06′07″E / 26.66750°N 128.10194°E
宮城島（日语：／ Miyagi-jima、琉球語：／ ）為沖繩島北部鹽屋灣入海口的一個島，行政區上屬於沖繩縣國頭郡大宜味村管轄。
宮城島位於鹽屋灣西側灣口部，西側為東中國海。宮城島整座島嶼屬於沖繩海岸國定公園。2016年新設山原國立公園並移交給其管轄。島北側與南側皆與沖繩島相望，北側通過鹽屋大橋、南側通過宮城橋可去沖繩島。